# Литовченко, Григорий Романович
Григорий Романович Литовченко (1905—1973) — зоотехник-селекционер, доктор сельскохозяйственных наук, профессор, лауреат Сталинской премии. Заслуженный зоотехник РСФСР (1950).

## Биография
Родился 14 апреля 1905 года в с. Смелое Роменского уезда Полтавской губернии.
Окончил Московский зоотехнический институт (МЗИ) (1927) и курсы бонитёров-овцеводов в Аскании-Нова (1928). Ученик П. Н. Кулешова, М. Ф. Иванова, Е. А. Богданова.
В 1928—1930 гг. работал заведующим племенной овчарней тонкорунных овец совхоза «Москаленский» Омской области и зоотехником совхоза «Минусинский» Красноярского края.
В 1930—1932 гг. аспирант М. Ф. Иванова в Московском зоотехническом институте. В 1932—1936 гг. заведующий кафедрой организации сельскохозяйственного производства Северо-Кавказского зоотехнического института.
С 1936 года в ВИЖ — Всесоюзном институте животноводства. Участвовал в создании новой тонкорунной породы овец на базе местных мериносов в Алтайском крае.
В 1943—1947 годах работал в Комитете по науке Монгольской Народной Республики, вёл курс овцеводства в Государственном университете имени Чойбалсана. Под его руководством в Монголии была выведена орхонская полутонкорунная порода овец. Почётный член-корреспондент АН МНР.
После возвращения в ВИЖ вёл работу по созданию высокопродуктивного овцеводства в Астраханской области и Калмыкии (тонкорунные и полутонкорунные породы).
С 1963 г. зав. кафедрой мелкого животноводства Московской ветеринарной академии. Одновременно осуществлял методическое руководство работами по созданию волгоградской тонкорунной мясо-шерстной породы и аксарайского типа кроссбредных овец советской мясо-шерстной породы в зоне прикаспийских полупустынь.
Подготовил 31 кандидата и 11 докторов наук. Автор более 120 научных и методических работ.
Сталинская премия 1949 года — за выведение новой высокопродуктивной тонкорунной породы овец «Сибирский рамбулье». Награждён двумя орденами Трудового Красного Знамени, орденом «Знак Почёта», медалями.
Умер 16 октября 1973 года. Похоронен на Кузьминском кладбище.